# Lingua partica
Il partico o lingua partica (oppure parto, lingua parta) è una lingua iranica di fase medio-iranica appartenente al gruppo delle lingue iraniche nordoccidentali.
Si tratta di una lingua con molte caratteristiche in comune con il medio persiano, ma mostra anche similarità con lingue iraniche orientali come il battriano. Fu una delle lingue ufficiali dell'impero partico, utilizzata come idioma di corte e per l'amministrazione del regno, seppur poco attestata nella sua forma di epoca arsacide.